# Eutropha flavofrontata
Eutropha flavofrontata är en tvåvingeart som först beskrevs av Becker 1911.  Eutropha flavofrontata ingår i släktet Eutropha och familjen fritflugor.
Artens utbredningsområde är Taiwan. Inga underarter finns listade i Catalogue of Life.